# Ci risiamo, vero Provvidenza?
Ci risiamo, vero Provvidenza? è un film del 1973, diretto da Alberto De Martino.
È il sequel del film del 1972 La vita, a volte, è molto dura, vero Provvidenza?, diretto da Giulio Petroni.

## Trama
Provvidenza, cacciatore di taglie, si innamora di una giovane donna, Pamela, salvandola dall'annegamento, e ne chiede la mano al padre di lei, un ricco possidente. Ma la mano della fanciulla è già stata promessa ad un giovane ufficiale dell'esercito nordista, creditore del padre di lei per una ingente somma di denaro. Se Provvidenza vorrà coronare il suo sogno d'amore, dovrà trovare in una settimana mezzo milione di dollari, ovviamente ostacolato dal rivale in amore.
Provvidenza, con l'aiuto del fedele servitore Chao e del ladro dal cuore tenero Hurricane Kid, si cimenta in tante peripezie per raggranellare il malloppo: trucca la roulette di una bisca, cerca di truffare gli abitanti di una piccola cittadina costruendo una finta banca, cerca di svaligiare l'oro trasportato dal treno postale.
Ogni tentativo, anche per il maldestro aiuto di Hurricane, non ottiene alcun risultato. Ma quando tutto sembra perduto, Provvidenza scopre un'amara verità: Pamela e suo padre sono in realtà una coppia di truffatori, marito e moglie.
Il finto padre non è altri che il famoso criminale Chan Ku La, vecchia conoscenza dell'eroe.

## Critica
Il protagonista della storia è Provvidenza, interpretato da Tomas Milian, che veste i panni di uno stralunato Charlot da spaghetti-western, ma dove i riferimenti al film di genere sono comunque molto limitati e spesso casuali. Il film appare come una congerie di trovate (sceneggiatura di Castellano-Pipolo), in una commistione di western e comico che in quegli anni riscosse molto successo di pubblico. Degne nota le scenografie liberty (Bertacca-Mazzucchelli) ed i balletti di Gino Landi. Ennio Morricone ha curato il tema musicale.